# Stroili
Stroili  è il marchio principale di Stroili Oro Group, azienda italiana di gioielleria.

## Storia
Impostata come azienda familiare nel 1996, Stroili è diventata una catena con centinaia di negozi della gioielleria made in Italy in Italia e all'estero. Dal 2006 la proprietà era controllata da Investindustrial, LVMH e altri azionisti di minoranza, che nel 2016 si accordarono per la vendita totale alla società finanziaria francese Thom Europe.
La vendita si basa su un modello di distribuzione diretta tramite catena di negozi con proprio marchio; i materiali dei gioielli spaziano dall'argento ai diamanti. La pubblicità è comunicata sui principali mezzi di comunicazione di massa con varie testimonial: tra le modelle, ingaggiate per la pubblicità televisiva e cartellonistica, figurano Isabeli Fontana, Ilary Blasi, Melissa Satta, Iris Cekus, Ariadne Artiles, Jennifer Missoni, Matilda Lutz e il campione di nuoto Camille Lacourt.

Dal 2011 al 2015 l'azienda ha ottenuto il premio "Retailer of the year" dai consumatori che designano il migliore marchio della categoria oltre essere riconosciuta “migliore gioielleria” dal Corriere della Sera, dopo un'indagine svolta dai giornalisti del quotidiano milanese.

## Produzione
Stroili nel 2014 ha realizzato e venduto 6 milioni di gioielli; propone oltre 10 collezioni a stagione e novità nelle vetrine dei negozi affiliati, in base alle tendenze di moda.
La produzione si rivolge anche a una clientela che non dispone di cifre notevoli per comprare gioielli lussuosi quindi diversi modelli di collane, bracciali, anelli e orologi sono venduti a prezzi contenuti: infatti tali gioielli sono prodotti con quantità minime di oro e argento su monili in acciaio e ceramica; nel 2018 l'azienda lanciò una collezione nei suoi 412 negozi offrendo piccoli gioielli a 19 euro.

## Distribuzione
Stroili è presente con oltre 400 negozi diretti ossia monomarca di sua proprietà in Italia (erano 370 nel 2015), oltre 1.000 concessionari nel canale indiretto e una presenza internazionale in 27 nazioni tra cui la Regione del Golfo, il Nord America, i Caraibi, la Russia, il Belgio, la Francia, la Germania, la Grecia e la Spagna.